# María José Salvador Rubert
María José Salvador Rubert (La Vall d'Uixó, 28 d'agost de 1974) és una política, advocada i professora. És militant del Partit Socialista del País Valencià (PSPV-PSOE). D'ençà de 2007 és Diputada a les Corts Valencianes. Des del 29 de juny de 2015 i fins al 2019 ha estat la Consellera d'Habitatge, Obres Públiques i Vertebració del Territori de la Generalitat Valenciana, al govern encapçalat per Ximo Puig i Mónica Oltra. Des del maig de 2019, vicepresidenta primera de les Corts.

## Biografia
Nascuda en el municipi castellonenc de la Vall d'Uixó l'any 1974. És llicenciada en Dret per la Universitat Jaume I de Castelló de la Plana. Seguidament va realitzar un Postgrau en Política internacional per la Universitat de Barcelona. Després de finalitzar els seus estudis universitaris, va començar a treballar com a advocada especialitzada a l'àrea internacional i en l'empresa privada i també va ser investigadora de l'Institut d'Estudis sobre Conflictes i Acció Humanitària (IECAH) de Madrid. Després va tornar a la Universitat Jaume I, on va realitzar un Màster internacional en estudis per la pau i el desenvolupament i va passar a ser professora de Dret internacional.
Des de fa molts anys és militant del Partit Socialista del País Valencià (PSPV-PSOE), del que ha estat Subsecretària de l'agrupació local de la Vall d'Uixó, entre 2004 i 2008. Des d'aquest últim any, també ha estat Sotssecretària General de la Comissió Executiva Provincial de Castelló i Secretària d'Habitatge del PSPV-PSOE.
Durant aquesta època, es va presentar en les llistes del PSPV-PSOE per la circumscripció de Castelló a les eleccions a les Corts Valencianes de 2007, i va aconseguir ser escollida com a diputada de les Corts Valencianes. Posteriorment va renovar el seu escó en les eleccions a les Corts de 2011 i en les de 2015. Arran la formació de govern bipartit a la Generalitat Valenciana entre PSPV-PSOE i Compromís, que va portar Ximo Puig a ocupar la presidència i Mónica Oltra la vicepresidència, María José Salvador va passar a formar part d'aquest nou govern quan fou nomenada el 2015 Consellera de Dret a l'habitatge, Obres públiques i Vertebració del Territori, càrrec pel qual cessà, a petició pròpia, el 2019, en ser nomenada vicepresidenta primera de les Corts en la sessió constitutiva de la cambra celebrada el 16 de maig.